# New York állam kormányzóinak listája
Ez a lista az Amerikai Egyesült Államok New York államának kormányzóit sorolja föl.
Az első kormányzót 1777. július 30-án iktatták be hivatalába. 2021. februárjáig 56 fő töltötte be a kormányzói feladatokat. New York állam kormányzója az állam végrehajtó hatalmának feje, s főparancsnoka New York katonai szervezeteinek. Feladata az állami törvények érvényre juttatása, ő hívja össze a New York állam törvényhozását, annak döntéseit jóváhagyja, vagy pedig vétót emel, illetve kegyelmet gyakorolhat az állam területén elkövetett bűncselekmények esetén, kivéve, a hazaárulás esetét. A kormányzó székhelye a New York State Executive Mansion épülete Albany, NY-ban található.
1788. július 26-án New York tizenegyedikként csatlakozott az Unióhoz.
A kormányzói széket négy évre lehet elnyerni, s az nincsen meghatározva, hogy egy adott személy hányszor választható újra.
Jelenleg az 56. kormányzó, a Demokrata párthoz tartozó Kathy Hochul tölti be a tisztséget.

## Párthovatartozás
| Párt | Párt                   | Kormányzók |
| ---- | ---------------------- | ---------- |
|      | Demokrata              | 27         |
|      | Republikánus           | 18         |
|      | Demokrata-Republikánus | 9          |
|      | Whig                   | 5          |
|      | Föderalista            | 1          |

## Adatok a kormányzókról
A beiktatott kormányzók között egy fő volt afroamerikai, aki egyben vak is volt (David Paterson). A kormányzói pozíciót 2016-ban Andrew Cuomo tölti be. Leghosszabb ideig az első kormányzó, George Clinton volt hivatalban, hét terminuson keresztül 21 éven át. A legrövidebb hivatali idő Charles Poletti nevéhez kötődik, aki 29 napon keresztül volt kormányzó 1942-ben.
Négy kormányzót választottak meg az Egyesült Államok elnökének (Martin Van Buren, Grover Cleveland, Theodore Roosevelt, valamint Franklin Delano Roosevelt), és hat kormányzóból lett alelnök (majd kettő alelnök később elnök is lett). Két kormányzó töltött be szolgálatot az Egyesült Államok Legfelsőbb Bíróságán, John Jay mielőtt megválasztották kormányzónak, és Charles Evans Hughes terminusának letöltése után.

## Az Amerikai Egyesült Államok fennhatósága előtti kormányzók

### Új-Hollandia vezetői (1624–1664)
| Kép                                                  | Vezető                 | Hivatali idő kezdete | Hivatali idő vége |
| ---------------------------------------------------- | ---------------------- | -------------------- | ----------------- |
|                                                      | Cornelius Jacobsen May | 1624                 | 1625              |
|                                                      | Willem Verhulst        | 1625                 | 1626              |
| Portrait of Peter Minuit                             | Peter Minuit           | 1626                 | 1631              |
|                                                      | Sebastiaen Jansen Krol | 1632                 | 1633              |
| portrait of Wouter van Twiller by Washington Allston | Wouter van Twiller     | 1633                 | 1638              |
|                                                      | Willem Kieft           | 1638                 | 1647              |
| Portrait of Peter Stuyvesant                         | Peter Stuyvesant       | 1647                 | 1664              |

### New York provincia kormányzói (1664–1783)
| #  | Kép | Kormányzó                            | Hivatali idő kezdete | Hivatali idő vége | Megjegyzés        |
| -- | --- | ------------------------------------ | -------------------- | ----------------- | ----------------- |
| 1  |     | Richard Nicolls                      | 1664                 | 1668              | katonai kormányzó |
| 2  |     | Francis Lovelace                     | 1668                 | 1673              |                   |
| 3  |     | Anthony Colve                        | 1673                 | 1674              |                   |
| 4  |     | Edmund Andros                        | 1674                 | 1683              |                   |
| 5  |     | Anthony Brockholls                   | 1681                 | 1683              | katonai kormányzó |
| 6  |     | Thomas Dongan, 2nd Earl of Limerick  | 1683                 | 1688              |                   |
| 7  |     | Francis Nicholson                    | 1688                 | 1691              | katonai kormányzó |
| 8  |     | Jacob Leisler                        | 1688                 | 1691              | katonai kormányzó |
| 9  |     | Henry Sloughter                      | 1691                 | 1691              |                   |
| 10 |     | Richard Ingoldesby                   | 1691                 | 1692              | katonai kormányzó |
| 11 |     | Benjamin Fletcher                    | 1692                 | 1697              |                   |
| 12 |     | Richard Coote, 1st Earl of Bellomont | 1698                 | 1700/1            |                   |
| 13 |     | John Nanfan                          | 1701                 | 1702              | helyettesként     |
| 14 |     | Edward Hyde, 3rd Earl of Clarendon   | 1702                 | 1708              |                   |
| 15 |     | John Lovelace, 4th Baron Lovelace    | 1708                 | 1709              |                   |
| 16 |     | Pieter Schuyler                      | 1709                 | 1709              | helyettesként     |
| 17 |     | Richard Ingoldesby                   | 1709                 | 1709              | helyettesként     |
| 18 |     | Gerardus Beekman                     | 1709                 | 1710              | helyettesként     |
| 19 |     | Robert Hunter                        | 1710                 | 1719              |                   |
| 20 |     | Pieter Schuyler                      | 1719                 | 1720              | helyettesként     |
| 21 |     | William Burnet                       | 1720                 | 1728              |                   |
| 22 |     | John Montgomerie                     | 1728                 | 1731              |                   |
| 23 |     | Rip Van Dam                          | 1731                 | 1732              | helyettesként     |
| 24 |     | William Cosby                        | 1732                 | 1736              |                   |
| 25 |     | George Clarke                        | 1736                 | 1743              | helyettesként     |
| 26 |     | George Clinton                       | 1743                 | 1753              |                   |
| 27 |     | Sir Danvers Osborn, 3rd Baronet      | 1753                 | 1753              |                   |
| 28 |     | James De Lancey                      | 1753                 | 1755              | helyettesként     |
| 29 |     | Charles Hardy                        | 1755                 | 1758              |                   |
| 30 |     | James De Lancey                      | 1758                 | 1760              | helyettesként     |
| 31 |     | Cadwallader Colden                   | 1760                 | 1762              | helyettesként     |
| 32 |     | Robert Monckton                      | 1762                 | 1763              |                   |
| 33 |     | Cadwallader Colden                   | 1763                 | 1765              | helyettesként     |
| 34 |     | Sir Henry Moore, 1st Baronet         | 1765                 | 1769              |                   |
| 35 |     | Cadwallader Colden                   | 1769                 | 1770              | helyettesként     |
| 36 |     | John Murray, 4th Earl of Dunmore     | 1770                 | 1771              |                   |
| 37 |     | William Tryon                        | 1771                 | 1774              |                   |
| 38 |     | Cadwallader Colden                   | 1774                 | 1775              | helyettesként     |
| 39 |     | William Tryon                        | 1775                 | 1780              |                   |
| 40 |     | James Robertson                      | 1780                 | 1783              | katonai kormányzó |
| 41 |     | Andrew Elliot                        | 1783                 | 1783              | katonai kormányzó |

## New York állam kormányzói
| New York állam kormányzóinak listája | New York állam kormányzóinak listája | New York állam kormányzóinak listája | New York állam kormányzóinak listája    | New York állam kormányzóinak listája   | New York állam kormányzóinak listája | New York állam kormányzóinak listája                                      | New York állam kormányzóinak listája | New York állam kormányzóinak listája |
| №                                    | Kép                                  | Kormányzó                            | Hivatali idő                            | Párt                                   | Egyéb választott (szövetségi) tisztségei | Terminus                                                                  | Helyettes                            | Helyettes                            |
| ------------------------------------ | ------------------------------------ | ------------------------------------ | --------------------------------------- | -------------------------------------- | --- | ------------------------------------------------------------------------- | ------------------------------------ | ------------------------------------ |
| 1                                    |                                      | George Clinton                       | 1777. július 30. – 1795. június 30.     |                                        | Az Amerikai Egyesült Államok 4. alelnöke (1805-1812) | 1                                                                         | Pierre Van Cortlandt                 |                                      |
| 1                                    | 2                                    | George Clinton                       | 1777. július 30. – 1795. június 30.     |                                        | Az Amerikai Egyesült Államok 4. alelnöke (1805-1812) |                                                                           | Pierre Van Cortlandt                 |                                      |
| 1                                    | 3                                    | George Clinton                       | 1777. július 30. – 1795. június 30.     |                                        | Az Amerikai Egyesült Államok 4. alelnöke (1805-1812) |                                                                           | Pierre Van Cortlandt                 |                                      |
| 1                                    | 4                                    | George Clinton                       | 1777. július 30. – 1795. június 30.     |                                        | Az Amerikai Egyesült Államok 4. alelnöke (1805-1812) |                                                                           | Pierre Van Cortlandt                 |                                      |
| 1                                    | 5                                    | George Clinton                       | 1777. július 30. – 1795. június 30.     |                                        | Az Amerikai Egyesült Államok 4. alelnöke (1805-1812) |                                                                           | Pierre Van Cortlandt                 |                                      |
| 1                                    | 6                                    | George Clinton                       | 1777. július 30. – 1795. június 30.     |                                        | Az Amerikai Egyesült Államok 4. alelnöke (1805-1812) |                                                                           | Pierre Van Cortlandt                 |                                      |
| 2                                    |                                      | John Jay                             | 1795. július 1. – 1801. június 30.      |                                        | A Kontinentális Kongresszus elnöke (1778–1779) Az USA-t képviselő miniszter Spanyolországban (1779–1782) Az Amerikai Egyesült Államok külügyi államtitkára (1784–1789) Az Amerikai Egyesült Államok külügyminisztere (helyettesként) (1789–1790) Az Amerikai Egyesült Államok igazságügyi államtitkára (1789–1795) | 7                                                                         | Stephen Van Rensselaer               |                                      |
| 2                                    | 8                                    | John Jay                             | 1795. július 1. – 1801. június 30.      |                                        | A Kontinentális Kongresszus elnöke (1778–1779) Az USA-t képviselő miniszter Spanyolországban (1779–1782) Az Amerikai Egyesült Államok külügyi államtitkára (1784–1789) Az Amerikai Egyesült Államok külügyminisztere (helyettesként) (1789–1790) Az Amerikai Egyesült Államok igazságügyi államtitkára (1789–1795) |                                                                           | Stephen Van Rensselaer               |                                      |
| 1                                    |                                      | George Clinton                       | 1801. július 1. – 1804. június 30.      |                                        | Az Amerikai Egyesült Államok 4. alelnöke (1805-1812) | 9                                                                         | Jeremiah Van Rensselaer              |                                      |
| 3                                    |                                      | Morgan Lewis                         | 1804. július 1. – 1807. június 30.      |                                        | | 10                                                                        | John Broome                          |                                      |
| 4                                    |                                      | Daniel D. Tompkins                   | 1807. július 1. – 1817. február 24.     |                                        | Az Amerikai Egyesült Államok 6. alelnöke (1817–1825) | 11                                                                        | John Broome                          |                                      |
| 4                                    | 12                                   | Daniel D. Tompkins                   | 1807. július 1. – 1817. február 24.     |                                        | Az Amerikai Egyesült Államok 6. alelnöke (1817–1825) |                                                                           | John Broome                          |                                      |
| 4                                    | John Tayler                          | Daniel D. Tompkins                   | 1807. július 1. – 1817. február 24.     |                                        | Az Amerikai Egyesült Államok 6. alelnöke (1817–1825) |                                                                           |                                      |                                      |
| 4                                    | DeWitt Clinton                       | Daniel D. Tompkins                   | 1807. július 1. – 1817. február 24.     |                                        | Az Amerikai Egyesült Államok 6. alelnöke (1817–1825) |                                                                           |                                      |                                      |
| 4                                    | 13                                   | Daniel D. Tompkins                   | 1807. július 1. – 1817. február 24.     | John Tayler                            | Az Amerikai Egyesült Államok 6. alelnöke (1817–1825) |                                                                           |                                      |                                      |
| 5                                    | 13                                   |                                      | John Tayler                             | 1817. február 14. – 1817. június 30.   | |                                                                           | Philetus Swift                       |                                      |
| 6                                    |                                      | DeWitt Clinton                       | 1817. július 1. – 1822. december 31.    |                                        | Az Amerikai Egyesült Államok szenátusának tagja (1802–1803) | 14                                                                        | John Tayler                          |                                      |
| 6                                    | 15                                   | DeWitt Clinton                       | 1817. július 1. – 1822. december 31.    |                                        | Az Amerikai Egyesült Államok szenátusának tagja (1802–1803) |                                                                           | John Tayler                          |                                      |
| 7                                    |                                      | Joseph C. Yates                      | 1823. január 1. – 1824. december 31.    |                                        | | 16                                                                        | Erastus Root                         |                                      |
| 6                                    |                                      | DeWitt Clinton                       | 1825. január 1. – 1828. február 11.     |                                        | Az Amerikai Egyesült Államok szenátusának tagja (1802–1803) | 17                                                                        | James Tallmadge, Jr.                 |                                      |
| 6                                    | 18                                   | DeWitt Clinton                       | 1825. január 1. – 1828. február 11.     | Nathaniel Pitcher                      | Az Amerikai Egyesült Államok szenátusának tagja (1802–1803) |                                                                           |                                      |                                      |
| 8                                    | 18                                   |                                      | Nathaniel Pitcher                       | 1828. február 11. – 1828. december 31. | | Az Amerikai Egyesült Államok Kongresszusának tagja (1819–1823; 1831–1833) | Peter R. Livingston                  |                                      |
| 8                                    | 18                                   | Charles Dayan                        | Nathaniel Pitcher                       | 1828. február 11. – 1828. december 31. | | Az Amerikai Egyesült Államok Kongresszusának tagja (1819–1823; 1831–1833) |                                      |                                      |
| 9                                    |                                      | Martin Van Buren                     | 1829. január 1. – 1829. március 12.     |                                        | Az Amerikai Egyesült Államok szenátusának tagja (1821–1828) Az Amerikai Egyesült Államok külügyminisztere (1829–1931) Az USA-t képviselő miniszter az Egyesült Királyságban (1831–1832) Az Amerikai Egyesült Államok 8. alelnöke (1833–1937) Az Amerikai Egyesült Államok 8. elnöke (1837–1841)                    | 19                                                                        | Enos T. Throop                       |                                      |
| 10                                   |                                      | Enos T. Throop                       | 1829. március 12. – 1832. december 31.  |                                        | Az Amerikai Egyesült Államok Kongresszusának tagja (1815–1816) Az Amerikai Egyesült Államok nagykövete a Két Szicília Királyságában (1838-1841) | 19                                                                        | Charles Stebbins                     |                                      |
| 10                                   | 20                                   | Enos T. Throop                       | 1829. március 12. – 1832. december 31.  | William M. Oliver                      | Az Amerikai Egyesült Államok Kongresszusának tagja (1815–1816) Az Amerikai Egyesült Államok nagykövete a Két Szicília Királyságában (1838-1841) |                                                                           |                                      |                                      |
| 10                                   | 21                                   | Enos T. Throop                       | 1829. március 12. – 1832. december 31.  | Edward Philip Livingston               | Az Amerikai Egyesült Államok Kongresszusának tagja (1815–1816) Az Amerikai Egyesült Államok nagykövete a Két Szicília Királyságában (1838-1841) |                                                                           |                                      |                                      |
| 11                                   |                                      | William L. Marcy                     | 1833. január 1. – 1838. december 31.    |                                        | Az Amerikai Egyesült Államok szenátusának tagja (1831–1833) Az Amerikai Egyesült Államok háborús államtitkára (1845-1849) Az Amerikai Egyesült Államok külügyminisztere (1853–1857) | 22                                                                        | John Tracy                           |                                      |
| 11                                   | 23                                   | William L. Marcy                     | 1833. január 1. – 1838. december 31.    |                                        | Az Amerikai Egyesült Államok szenátusának tagja (1831–1833) Az Amerikai Egyesült Államok háborús államtitkára (1845-1849) Az Amerikai Egyesült Államok külügyminisztere (1853–1857) |                                                                           | John Tracy                           |                                      |
| 11                                   | 24                                   | William L. Marcy                     | 1833. január 1. – 1838. december 31.    |                                        | Az Amerikai Egyesült Államok szenátusának tagja (1831–1833) Az Amerikai Egyesült Államok háborús államtitkára (1845-1849) Az Amerikai Egyesült Államok külügyminisztere (1853–1857) |                                                                           | John Tracy                           |                                      |
| 12                                   |                                      | William H. Seward                    | 1839. január 1. – 1842. december 31.    |                                        | Az Amerikai Egyesült Államok szenátusának tagja (1849–1861) Az Amerikai Egyesült Államok külügyminisztere (1861–1869) | 25                                                                        | Luther Bradish                       |                                      |
| 12                                   | 26                                   | William H. Seward                    | 1839. január 1. – 1842. december 31.    |                                        | Az Amerikai Egyesült Államok szenátusának tagja (1849–1861) Az Amerikai Egyesült Államok külügyminisztere (1861–1869) |                                                                           | Luther Bradish                       |                                      |
| 13                                   |                                      | William C. Bouck                     | 1843. január 1. – 1844. december 31.    |                                        | | 27                                                                        | Daniel S. Dickinson                  |                                      |
| 14                                   |                                      | Silas Wright                         | 1845. január 1. – 1846. december 31.    |                                        | Az Amerikai Egyesült Államok Kongresszusának tagja (1827–1829) Az Amerikai Egyesült Államok szenátusának tagja (1833–1844) | 28                                                                        | Addison Gardiner                     |                                      |
| 15                                   |                                      | John Young                           | 1847. január 1. – 1848. december 31.    |                                        | Az Amerikai Egyesült Államok Kongresszusának tagja (1836–1837; 1841–1843) | 29                                                                        | Addison Gardiner                     |                                      |
| 15                                   | Albert Lester                        | John Young                           | 1847. január 1. – 1848. december 31.    |                                        | Az Amerikai Egyesült Államok Kongresszusának tagja (1836–1837; 1841–1843) | 29                                                                        |                                      |                                      |
| 15                                   | Hamilton Fish                        | John Young                           | 1847. január 1. – 1848. december 31.    |                                        | Az Amerikai Egyesült Államok Kongresszusának tagja (1836–1837; 1841–1843) | 29                                                                        |                                      |                                      |
| 16                                   |                                      | Hamilton Fish                        | 1849. január 1. – 1850. december 31.    |                                        | Az Amerikai Egyesült Államok Kongresszusának tagja (1843–1845) Az Amerikai Egyesült Államok szenátusának tagja (1851–1857) Az Amerikai Egyesült Államok külügyminisztere (1869-1877) | 30                                                                        | George W. Patterson                  |                                      |
| 17                                   |                                      | Washington Hunt                      | 1851. január 1. – 1852. december 31.    |                                        | Az Amerikai Egyesült Államok Kongresszusának tagja (1843–1849) | 31                                                                        | Sanford E. Church                    |                                      |
| 18                                   |                                      | Horatio Seymour                      | 1853. január 1. – 1854. december 31.    |                                        | | 32                                                                        | Sanford E. Church                    |                                      |
| 19                                   |                                      | Myron H. Clark                       | 1855. január 1. – 1856. december 31.    |                                        | | 33                                                                        | Henry Jarvis Raymond                 |                                      |
| 20                                   |                                      | John Alsop King                      | 1857. január 1. – 1858. december 31.    |                                        | Az Amerikai Egyesült Államok Kongresszusának tagja (1849–1851) | 34                                                                        | Henry R. Selden                      |                                      |
| 21                                   |                                      | Edwin D. Morgan                      | 1859. január 1. – 1862. december 31.    |                                        | Az Amerikai Egyesült Államok szenátusának tagja (1863–1869) | 35                                                                        | Robert Campbell                      |                                      |
| 21                                   | 36                                   | Edwin D. Morgan                      | 1859. január 1. – 1862. december 31.    |                                        | Az Amerikai Egyesült Államok szenátusának tagja (1863–1869) |                                                                           | Robert Campbell                      |                                      |
| 18                                   |                                      | Horatio Seymour                      | 1863. január 1. – 1864. december 31.    |                                        | | 37                                                                        | David R. Floyd-Jones                 |                                      |
| 22                                   |                                      | Reuben Fenton                        | 1865. január 1. – 1868. december 31.    |                                        | Az Amerikai Egyesült Államok Kongresszusának tagja (1853–1855; 1857–1864) Az Amerikai Egyesült Államok szenátusának tagja (1869–1875) | 38                                                                        | Thomas G. Alvord                     |                                      |
| 22                                   | 39                                   | Reuben Fenton                        | 1865. január 1. – 1868. december 31.    | Stewart L. Woodford                    | Az Amerikai Egyesült Államok Kongresszusának tagja (1853–1855; 1857–1864) Az Amerikai Egyesült Államok szenátusának tagja (1869–1875) |                                                                           |                                      |                                      |
| 23                                   |                                      | John Thompson Hoffman                | 1869. január 1. – 1872. december 31.    |                                        | | 40                                                                        | Allen C. Beach                       |                                      |
| 24                                   |                                      | John Adams Dix                       | 1873. január 1. – 1874. december 31.    |                                        | Az Amerikai Egyesült Államok szenátusának tagja (1845–1849) Az Amerikai Egyesült Államokat képviselő miniszter Franciaországban (1866-1869) | 41                                                                        | John C. Robinson                     |                                      |
| 25                                   |                                      | Samuel J. Tilden                     | 1875. január 1. – 1876. december 31.    |                                        | | 42                                                                        | William Dorsheimer                   |                                      |
| 26                                   |                                      | Lucius Robinson                      | 1877. január 1. – 1879. december 31.    |                                        | | 43                                                                        | William Dorsheimer                   |                                      |
| 27                                   |                                      | Alonzo B. Cornell                    | 1880. január 1. – 1882. december 31.    |                                        | | 44                                                                        | George Gilbert Hoskins               |                                      |
| 28                                   |                                      | Grover Cleveland                     | 1883. január 1. – 1885. január 6.       |                                        | Az Amerikai Egyesült Államok 22. és 24. elnöke (1885-1889; 1893-1897) | 45                                                                        | David B. Hill                        |                                      |
| 29                                   |                                      | David B. Hill                        | 1885. január 6. – 1891. december 31.    |                                        | Az Amerikai Egyesült Államok szenátusának tagja (1892–1897) | 45                                                                        | Dennis McCarthy                      |                                      |
| 29                                   | 46                                   | David B. Hill                        | 1885. január 6. – 1891. december 31.    | Edward F. Jones                        | Az Amerikai Egyesült Államok szenátusának tagja (1892–1897) |                                                                           |                                      |                                      |
| 29                                   | 47                                   | David B. Hill                        | 1885. január 6. – 1891. december 31.    | Edward F. Jones                        | Az Amerikai Egyesült Államok szenátusának tagja (1892–1897) |                                                                           |                                      |                                      |
| 30                                   |                                      | Roswell P. Flower                    | 1892. január 1. – 1894. december 31.    |                                        | Az Amerikai Egyesült Államok képviselőházának tagja (1881–1883; 1889-1891) | 48                                                                        | William F. Sheehan                   |                                      |
| 31                                   |                                      | Levi P. Morton                       | 1895. január 1. – 1896. december 31.    |                                        | Az Amerikai Egyesült Államok képviselőházának tagja (1879–1881) Az Amerikai Egyesült Államokat képviselő miniszter Franciaországban (1881–1885) Az Amerikai Egyesült Államok 22. alelnöke (1889–1893) | 49                                                                        | Charles T. Saxton                    |                                      |
| 32                                   |                                      | Frank S. Black                       | 1897. január 1. – 1898. december 31.    |                                        | Az Amerikai Egyesült Államok Kongresszusának tagja (1895–1897) | 50                                                                        | Timothy L. Woodruff                  |                                      |
| 33                                   |                                      | Theodore Roosevelt                   | 1899. január 1. – 1900. december 31.    |                                        | Az Amerikai Egyesült Államok 25. alelnöke (1901) Az Amerikai Egyesült Államok 26. elnöke (1901–1909) | 51                                                                        | Timothy L. Woodruff                  |                                      |
| 34                                   |                                      | Benjamin Barker Odell                | 1901. január 1. – 1904. december 31.    |                                        | Az Amerikai Egyesült Államok képviselőházának tagja (1895–1899) | 52                                                                        | Timothy L. Woodruff                  |                                      |
| 34                                   | 53                                   | Benjamin Barker Odell                | 1901. január 1. – 1904. december 31.    | Frank W. Higgins                       | Az Amerikai Egyesült Államok képviselőházának tagja (1895–1899) |                                                                           |                                      |                                      |
| 35                                   |                                      | Frank W. Higgins                     | 1905. január 1. – 1906. december 31.    |                                        | | 54                                                                        | M. Linn Bruce                        |                                      |
| 35                                   | John Raines                          | Frank W. Higgins                     | 1905. január 1. – 1906. december 31.    |                                        | | 54                                                                        |                                      |                                      |
| 36                                   |                                      | Charles Evans Hughes                 | 1907. január 1. – 1910. október 6.      |                                        | Az Amerikai Egyesült Államok külügyminisztere (1921-1925) A Legfelsőbb bíróság bírája (1910-1916) A Legfelsőbb bíróság elnöke (1930-1941) | 55                                                                        | Lewis Stuyvesant Chanler             |                                      |
| 36                                   | 56                                   | Charles Evans Hughes                 | 1907. január 1. – 1910. október 6.      | Horace White                           | Az Amerikai Egyesült Államok külügyminisztere (1921-1925) A Legfelsőbb bíróság bírája (1910-1916) A Legfelsőbb bíróság elnöke (1930-1941) |                                                                           |                                      |                                      |
| 37                                   | 56                                   |                                      | Horace White                            | 1910. október 6. – 1910. december 31.  | |                                                                           | George H. Cobb                       |                                      |
| 38                                   |                                      | John Alden Dix                       | 1911. január 1. – 1912. december 31.    |                                        | | 57                                                                        | Thomas F. Conway                     |                                      |
| 39                                   |                                      | William Sulzer                       | 1913. január 1. – 1913. október 17.     |                                        | Az Amerikai Egyesült Államok Kongresszusának tagja (1895–1912) | 58                                                                        | Martin H. Glynn                      |                                      |
| 40                                   |                                      | Martin H. Glynn                      | 1913. október 17. – 1914. december 31.  |                                        | Az Amerikai Egyesült Államok Kongresszusának tagja (1899–1901) | 58                                                                        | Robert F. Wagner                     |                                      |
| 41                                   |                                      | Charles S. Whitman                   | 1915. január 1. – 1918. december 31.    |                                        | | 59                                                                        | Edward Schoeneck                     |                                      |
| 41                                   | 60                                   | Charles S. Whitman                   | 1915. január 1. – 1918. december 31.    |                                        | |                                                                           | Edward Schoeneck                     |                                      |
| 42                                   |                                      | Al Smith                             | 1919. január 1. – 1920. december 31.    |                                        | | 61                                                                        | Harry C. Walker                      |                                      |
| 43                                   |                                      | Nathan L. Miller                     | 1921. január 1. – 1922. december 31.    |                                        | | 62                                                                        | Jeremiah Wood                        |                                      |
| 43                                   | Clayton R. Lusk                      | Nathan L. Miller                     | 1921. január 1. – 1922. december 31.    |                                        | | 62                                                                        |                                      |                                      |
| 42                                   |                                      | Al Smith                             | 1923. január 1. – 1928. december 31.    |                                        | | 63                                                                        | George R. Lunn                       |                                      |
| 42                                   | 64                                   | Al Smith                             | 1923. január 1. – 1928. december 31.    | Seymour Lowman                         | |                                                                           |                                      |                                      |
| 42                                   | 65                                   | Al Smith                             | 1923. január 1. – 1928. december 31.    | Edwin Corning                          | |                                                                           |                                      |                                      |
| 44                                   |                                      | Franklin D. Roosevelt                | 1929. január 1. – 1932. december 31.    |                                        | Az Amerikai Egyesült Államok 32. elnöke (1933-1945) | 66                                                                        | Herbert H. Lehman                    |                                      |
| 44                                   | 67                                   | Franklin D. Roosevelt                | 1929. január 1. – 1932. december 31.    |                                        | Az Amerikai Egyesült Államok 32. elnöke (1933-1945) |                                                                           | Herbert H. Lehman                    |                                      |
| 45                                   |                                      | Herbert H. Lehman                    | 1933. január 1. – 1942. december 3.     |                                        | Az Amerikai Egyesült Államok szenátusának tagja (1949–1957) | 68                                                                        | M. William Bray                      |                                      |
| 45                                   | 69                                   | Herbert H. Lehman                    | 1933. január 1. – 1942. december 3.     |                                        | Az Amerikai Egyesült Államok szenátusának tagja (1949–1957) |                                                                           | M. William Bray                      |                                      |
| 45                                   | 70                                   | Herbert H. Lehman                    | 1933. január 1. – 1942. december 3.     |                                        | Az Amerikai Egyesült Államok szenátusának tagja (1949–1957) |                                                                           | M. William Bray                      |                                      |
| 45                                   | 71                                   | Herbert H. Lehman                    | 1933. január 1. – 1942. december 3.     | Charles Poletti                        | Az Amerikai Egyesült Államok szenátusának tagja (1949–1957) |                                                                           |                                      |                                      |
| 46                                   | 71                                   |                                      | Charles Poletti                         | 1942. december 3. – 1942. december 31. | |                                                                           | Joe R. Hanley                        |                                      |
| 47                                   |                                      | Thomas Dewey                         | 1943. január 1. – 1954. december 31.    |                                        | | 72                                                                        | Thomas W. Wallace                    |                                      |
| 47                                   | Joe R. Hanley                        | Thomas Dewey                         | 1943. január 1. – 1954. december 31.    |                                        | | 72                                                                        |                                      |                                      |
| 47                                   | 73                                   | Thomas Dewey                         | 1943. január 1. – 1954. december 31.    |                                        | |                                                                           |                                      |                                      |
| 47                                   | 74                                   | Thomas Dewey                         | 1943. január 1. – 1954. december 31.    | Frank C. Moore                         | |                                                                           |                                      |                                      |
| 47                                   | 74                                   | Thomas Dewey                         | 1943. január 1. – 1954. december 31.    | Arthur H. Wicks                        | |                                                                           |                                      |                                      |
| 47                                   | 74                                   | Thomas Dewey                         | 1943. január 1. – 1954. december 31.    | Walter J. Mahoney                      | |                                                                           |                                      |                                      |
| 48                                   |                                      | W. Averell Harriman                  | 1955. január 1. – 1958. december 31.    |                                        | | 75                                                                        | George DeLuca                        |                                      |
| 49                                   |                                      | Nelson Rockefeller                   | 1959. január 1. – 1973. december 18.    |                                        | Az Amerikai Egyesült Államok 41. alelnöke (1974-1977) | 76                                                                        | Malcolm Wilson                       |                                      |
| 49                                   | 77                                   | Nelson Rockefeller                   | 1959. január 1. – 1973. december 18.    |                                        | Az Amerikai Egyesült Államok 41. alelnöke (1974-1977) |                                                                           | Malcolm Wilson                       |                                      |
| 49                                   | 78                                   | Nelson Rockefeller                   | 1959. január 1. – 1973. december 18.    |                                        | Az Amerikai Egyesült Államok 41. alelnöke (1974-1977) |                                                                           | Malcolm Wilson                       |                                      |
| 49                                   | 79                                   | Nelson Rockefeller                   | 1959. január 1. – 1973. december 18.    |                                        | Az Amerikai Egyesült Államok 41. alelnöke (1974-1977) |                                                                           | Malcolm Wilson                       |                                      |
| 50                                   |                                      | Malcolm Wilson                       | 1973. december 18. – 1974. december 31. |                                        | | Warren M. Anderson                                                        |                                      |                                      |
| 51                                   |                                      | Hugh Carey                           | 1975. január 1. – 1982. december 31.    |                                        | Az Amerikai Egyesült Államok képviselőházának tagja (1961–1974) | 80                                                                        | Mary Anne Krupsak                    |                                      |
| 51                                   | 81                                   | Hugh Carey                           | 1975. január 1. – 1982. december 31.    | Mario Cuomo                            | Az Amerikai Egyesült Államok képviselőházának tagja (1961–1974) |                                                                           |                                      |                                      |
| 52                                   |                                      | Mario Cuomo                          | 1983. január 1. – 1994. december 31.    |                                        | | 82                                                                        | Alfred DelBello                      |                                      |
| 52                                   | Warren M. Anderson                   | Mario Cuomo                          | 1983. január 1. – 1994. december 31.    |                                        | | 82                                                                        |                                      |                                      |
| 52                                   | 83                                   | Mario Cuomo                          | 1983. január 1. – 1994. december 31.    | Stan Lundine                           | |                                                                           |                                      |                                      |
| 52                                   | 84                                   | Mario Cuomo                          | 1983. január 1. – 1994. december 31.    | Stan Lundine                           | |                                                                           |                                      |                                      |
| 53                                   |                                      | George Pataki                        | 1995. január 1. – 2006. december 31.    |                                        | | 85                                                                        | Betsy McCaughey Ross                 |                                      |
| 53                                   | 86                                   | George Pataki                        | 1995. január 1. – 2006. december 31.    | Mary O. Donohue                        | |                                                                           |                                      |                                      |
| 53                                   | 87                                   | George Pataki                        | 1995. január 1. – 2006. december 31.    | Mary O. Donohue                        | |                                                                           |                                      |                                      |
| 54                                   |                                      | Eliot Spitzer                        | 2007. január 1. – 2008. március 17.     |                                        | | 88                                                                        | David Paterson                       |                                      |
| 55                                   |                                      | David Paterson                       | 2008. március 17. – 2010. december 31.  |                                        | | 88                                                                        | Joseph Bruno                         |                                      |
| 55                                   | Dean Skelos                          | David Paterson                       | 2008. március 17. – 2010. december 31.  |                                        | | 88                                                                        |                                      |                                      |
| 55                                   | Malcolm Smith                        | David Paterson                       | 2008. március 17. – 2010. december 31.  |                                        | | 88                                                                        |                                      |                                      |
| 55                                   | Pedro Espada                         | David Paterson                       | 2008. március 17. – 2010. december 31.  |                                        | | 88                                                                        |                                      |                                      |
| 55                                   | Richard Ravitch                      | David Paterson                       | 2008. március 17. – 2010. december 31.  |                                        | | 88                                                                        |                                      |                                      |
| 55                                   | Malcolm Smith                        | David Paterson                       | 2008. március 17. – 2010. december 31.  |                                        | | 88                                                                        |                                      |                                      |
| 55                                   | Richard Ravitch                      | David Paterson                       | 2008. március 17. – 2010. december 31.  |                                        | | 88                                                                        |                                      |                                      |
| 56                                   |                                      | Andrew Cuomo                         | 2011. január 1. – 2021. augusztus 24.   |                                        | Az Amerikai Egyesült Államok Lakásügyi és Városfejlesztési államtitkára (1997–2001) | 89                                                                        | Robert Duffy                         |                                      |
| 56                                   | 90                                   | Andrew Cuomo                         | 2011. január 1. – 2021. augusztus 24.   | Kathy Hochul                           | Az Amerikai Egyesült Államok Lakásügyi és Városfejlesztési államtitkára (1997–2001) |                                                                           |                                      |                                      |
| 56                                   | 91                                   | Andrew Cuomo                         | 2011. január 1. – 2021. augusztus 24.   | Kathy Hochul                           | Az Amerikai Egyesült Államok Lakásügyi és Városfejlesztési államtitkára (1997–2001) |                                                                           |                                      |                                      |
| 57                                   |                                      | Kathy Hochul                         | 2021. augusztus 24. – hivatalban        |                                        | New York 63. helyettes kormányzója (2015–2021) | Andrea Stewart-Cousins                                                    |                                      |                                      |